# 赵匡胤 (电视剧)
《赵匡胤》，是中国1995年播出的一部反映宋太祖赵匡胤一生电视剧。又名《大宋王朝/大宋王朝趙匡胤》，共22集，陈希光、陈剑月、李万年、王鑫盛、张亚坤主演。

## 演员表
- 陈希光 饰 赵匡胤
- 王鑫盛 饰 赵光义
- 李万年 饰 赵普
- 陈剑月 饰 张美玉
- 宋　靖 饰 京娘
- 王亚梅 饰 花蕊夫人
- 王洪湛 饰 柴荣
- 杜宝贵 饰 郭威
- 张亚坤 饰 潘美
- 沈保平 饰 李煜
- 刘如鹏 饰 孟昶
- 孔繁信 饰 钱俶
- 周清亮 饰 王峻